# Michael Bierut
Michael Bierut (1957) es un diseñador gráfico estadounidense.
Bierut nació en Cleveland, Ohio. Estudió diseño gráfico en la Universidad de Cincinnati.
Bierut ha sido vicepresidente de diseño gráfico en Vignelli Asociattes. Desde 1990 ha sido socio en Nueva York de Pentagram. En su biografía en línea se explica que "ha ganado muchos premios y se exponen sus diseños en algunas colecciones permanentes muy importantes como en es el caso del Museo de Arte Moderno (MoMA) y el Cooper-Hewitt, National Design Museum en Nueva York, la Biblioteca de Congreso en Washington, D.C.; el Museo de San Francisco de Arte Moderno (SFMOMA); el Denver Art Museum; el Museo für Kunst und Gewerbe Hamburgo, en Alemania; y el Museo für Gestaltung en Zürich, Suiza."<ref>